# David Raymond Choby

Bischofswappen

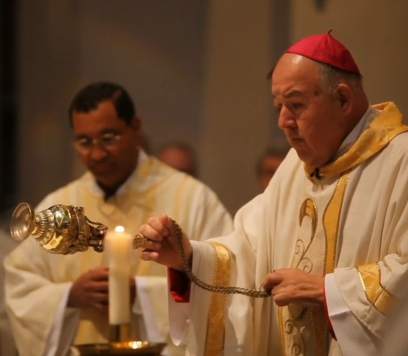
Bischof David Choby (re.) (Juni 2011)

David Raymond Choby (* 17. Januar 1947 in Nashville, Tennessee; † 3. Juni 2017 ebenda) war ein US-amerikanischer Geistlicher und Bischof von Nashville.

## Leben
David Choby studierte am Aquinas College in Nashville und am Priesterseminar St. Ambrose College in Davenport, Iowa, und wurde an der Catholic University of America in Washington DC promoviert. Am 6. September 1974 empfing er durch den Bischof von Nashville, Joseph Aloysius Durick, die Priesterweihe. Nach seelsorgerischer Tätigkeit und einem Studium des Kanonischen rechts am römischen Angelicum war er am Diözesangericht im Bistum Nashville tätig. Zudem lehrte er am Päpstlichen Kolleg Josephinum, dem einzigen Päpstlichen Kolleg außerhalb Roms in Columbus (Ohio) und war in dessen Hochschulleitung tätig. 
Papst Benedikt XVI. ernannte ihn am 20. Dezember 2005 zum Bischof von Nashville. Der Erzbischof von Louisville, Thomas Cajetan Kelly OP, spendete ihm am 27. Februar des nächsten Jahres die Bischofsweihe; Mitkonsekratoren waren James Daniel Niedergeses, Altbischof von Nashville, und Edward Urban Kmiec, Bischof von Buffalo. 